# L'amante (film 1962)
L'amante (Älskarinnan) è un film del 1962 diretto da Vilgot Sjöman.